# Symblepharis fragilis
Symblepharis fragilis är en bladmossart som beskrevs av Mitten 1869. Symblepharis fragilis ingår i släktet Symblepharis och familjen Dicranaceae. Inga underarter finns listade i Catalogue of Life.